# Arboga OK
Arboga OK är en svensk orienteringsklubb i Arboga grundad  1945.
Åren 1953 och 1955 vann klubben Tiomilakaveln. Dess lag fick en tredjeplats i Tiomila.

Klubben vann också SM i stafett 1962 med Arvid Imark, Hans Ekberg och Lennart Öberg.

 
Ekberg blev också svensk mästare 1963 och 1965 i både dag- och nattorientering.